# Ancien pont de la Save
L'ancien pont de la Save (en serbe : Стари савски мост et Stari savski most) est situé à Belgrade, la capitale de la Serbie. Il traverse la Save et appartient à la catégorie des ponts bow-string.

## Histoire
L'ancien pont de la Save a été construit par les Allemands en 1942, pour remplacer le pont Alexandre-Ier, détruit lors du bombardement de Belgrade en avril 1941. Après la guerre, il était connu sous le nom de pont allemand. En 1984, il a été adapté pour le tramway, qui relie l'ancienne ville au Blok 45, dans la municipalité de Novi Beograd. La reconstruction du pont, qui a débuté le 13 octobre 2007, s'est achevée le 31 mars 2008, date à laquelle il a été rouvert à la circulation routière. Selon les estimations, après les travaux, la capacité du pont devrait paser à 30 000 véhicules par jour.
En 2024, son démantèlement est lancé.